# Clubiona ryukyuensis
Clubiona ryukyuensis är en spindelart som beskrevs av Ono 1989. Clubiona ryukyuensis ingår i släktet Clubiona och familjen säckspindlar. Inga underarter finns listade i Catalogue of Life.